# Южная Трипура
Южная Трипура (англ. South Tripura) — округ в индийском штате Трипура. Образован 1 сентября 1970 года в результате разделения территории штата Трипура на три округа. Административный центр — город Удайпур. Площадь округа — 2152 км². По данным всеиндийской переписи 2001 года население округа составляло 762 565 человек. Уровень грамотности взрослого населения составлял 69,9 %, что выше среднеиндийского уровня (59,5 %). Доля городского населения составляла 7,1 %.